# 森乃なっぱ
森乃 なっぱ（もりの なっぱ、7月12日 - ）は、日本の漫画家。東京都出身。集英社の漫画雑誌『りぼん』を中心に執筆活動を展開。『りぼん』誌上や関連コンテンツにおける愛称は「なっぱっぱ」。東京デザイナー学院マンガ学科卒業。

## 来歴
高校1年のころ、『りぼん』に初めて投稿をする。
2014年3月号のりぼん新人漫画グランプリにて「瞳からキランッ」（準グランプリ）でデビュー。
2014年『りぼん』11月号から読者ページ『サワっちとなっぱっぱの放課後妄想♡倶楽部』を連載。

## 人物
Mr.childrenやSound Horizonのファン。

## 作品リスト

### 漫画
- 瞳からキランッ（『りぼん』2014年3月号、デビュー作）
- 少年少女、研究ちゅー!（『りぼんスペシャル』2014年春の大増刊号）
- がまんできないっ///（『りぼん』2014年8月号）
- VS男子共!（『りぼんスペシャル』2015年冬の大増刊号）
- ラブゾンビ!?[4]（2017年、全1巻）
  - 2018年2月23日発売[集 1][5]、『りぼん』2017年8月号[6] - 2017年12月号[7]、ISBN 978-4-08-867491-9
- ラブゾンビ!? 2 〜the Kiss〜[8]（2018年 - 2019年、全3巻）
  1. 2018年8月24日発売[集 2][9]、『りぼん』2018年3月号[10] - 7月号、ISBN 978-4-08-867511-4
  2. 2019年1月25日発売[集 3]、『りぼん』2018年8月号 - 12月号、ISBN 978-4-08-867535-0
  3. 2019年6月25日発売[集 4]、『りぼん』2019年1月号 - 6月号[11]、ISBN 978-4-08-867553-4
    - おまけマンガ①なつめのキモチ（描きおろし）
    - おまけマンガ②いととハカセの過去（描きおろし）

### イラスト
- 渚くんをお兄ちゃんとは呼ばない（著者：夜野せせり、集英社みらい文庫、全15巻）
  1. 〜ひみつの片思い〜（2017年11月24日発売[集 5]、ISBN 978-4-08-321407-3）
  2. 〜ありえない告白〜（2018年3月23日発売[集 6]、ISBN 978-4-08-321426-4）
  3. 〜やきもちと言えなくて〜（2018年7月20日発売[集 7]、ISBN 978-4-08-321452-3）
  4. 〜あたしだって好き〜（2018年11月22日発売[集 8]、ISBN 978-4-08-321472-1）
  5. 〜きみをひとりぼっちにしない〜（2019年3月22日発売[集 9]、ISBN 978-4-08-321493-6）
  6. 〜つきあえなくても好き〜（2019年7月19日発売[集 10]、ISBN 978-4-08-321515-5）
  7. 〜絶対ないしょの恋の作戦〜（2019年11月22日発売[集 11]、ISBN 978-4-08-321538-4）
  8. 〜好きになっちゃってごめんね〜（2020年3月19日発売[集 12]、ISBN 978-4-08-321564-3）
  9. 〜告白のこたえは…〜（2020年7月17日発売[集 13]、ISBN 978-4-08-321589-6）
  10. 〜だれよりもそばにいるのに〜（2020年11月20日発売[集 14]、ISBN 978-4-08-321614-5）
  11. 〜好きから逃げない〜（2021年4月23日発売[集 15]、ISBN 978-4-08-321644-2）
  12. 〜2度目の...好き〜（2021年9月17日発売[集 16]、ISBN 978-4-08-321675-6）
  13. 〜夏の再会と迷子のきもち〜（2022年2月25日発売[集 17]、ISBN 978-4-08-321706-7）
  14. 〜もう、いっしょに暮らせない〜（2022年7月15日発売[集 18]、ISBN 978-4-08-321733-3）
  15. 〜これからも大好き〜（2023年1月27日発売[集 19]、ISBN 978-4-08-321765-4）
- 5分で超胸キュンな話（アンソロジー、集英社みらい文庫、全3巻（担当外の巻数は含まない））
  1. 5分でときめき!超胸キュンな話（2017年12月22日発売[集 20]、ISBN 978-4-08-321412-7）「渚くんをお兄ちゃんとは呼ばない ドキドキ★初詣」収録（著者：夜野せせり）
  2. 5分でドキドキ!超胸キュンな話（2018年10月26日発売[集 21]、ISBN 978-4-08-321467-7）「渚くんをお兄ちゃんとは呼ばない～雨の日の留守番～」収録（著者：夜野せせり）
  3. 5分でせつない!超胸キュンな話（2020年4月24日発売[集 22]、ISBN 978-4-08-321571-1）「渚くんをお兄ちゃんとは呼ばない 春の浜辺へ出かけよう」（著者：夜野せせり）
- 溺愛王子は地味子ちゃんを甘く誘惑する。（著者：ゆいっと、ケータイ小説文庫、2021年5月25日発売[12]、ISBN 978-4813710912、全1巻）
- チームEYE-S×渚くん〜七つ星遊園地のゆずと千歌〜[13]（2021年10月22日発売[集 23]、著者：夜野せせり、集英社みらい文庫、ISBN 978-4-08-321681-7）
- 三姉妹は恋ができない!? となりの幼なじみも三兄弟！ 新生活はドキドキの予感（著者：永良サチ、野いちごジュニア文庫、2024年1月20日発売[14]、ISBN 978-4813781356）
- ときめき虹色ライフ（著者：皐月なおみ、アルファポリスきずな文庫、全2巻）
  1. ないしょで子どもぐらしはじめます！（2024年4月3日発売[15]、ISBN 978-4-434-33730-7）
  2. ひみつの子どもぐらしがバレちゃった!?（2024年9月4日発売[16]、ISBN 978-4-434-34470-1）

### 単行本未収録作品
- 溺愛したがるモテ男子と、秘密のワケあり同居。（原作：ゆいっと、作画担当、『りぼんスペシャル』2022年春の大増刊号）
- 霧島くんは普通じゃない（原作：麻井深雪、漫画担当、『りぼん』2025年8月号[17] - ）